# Marquesado de la Piovera
El Marquesado de la Piovera es un título nobiliario español creado en 1573 por el rey Felipe II a favor de Álvaro de Sande y Golfín de Paredes, señor de Valdefuentes.
Este título quedó anulado por el rey Felipe III al sustituirlo por el Marquesado de Valdefuentes a favor de Álvaro de Sande y Enríquez, "III marqués de la Piovera", convertido en I marqués de Valdefuentes.

## Marqueses de la Piovera
|                                | Titular                             | Periodo                |
| Creación por Felipe II         | Creación por Felipe II              | Creación por Felipe II |
| ------------------------------ | ----------------------------------- | ---------------------- |
| I                              | Álvaro de Sande y Golfín de Paredes | 1573-1573              |
| II                             | Rodrigo de Sande y Guzmán           | 1573- ?                |
| III                            | Álvaro de Sande y Enríquez          | ? -1616                |
| Título anulado por sustitución |                                     |                        |

## Historia de los Marqueses de la Piovera
- Álvaro de Sande y Golfín de Paredes (1479-1573), I marqués de la Piovera.

1. Casó con Antonia de Guzmán y Ayala. Le sucedió su hijo:

- Rodrigo de Sande y Guzmán, II marqués de la Piovera.

1. Casó con Inés Enríquez y Manrique, IX señora de Villalba (en Salamanca). Le sucedió su hijo:

- Álvaro de Sande y Enríquez, III marqués de la Piovera. Sustituido este título por el Marquesado de Valdefuentes, por lo que se convirtió en I marqués de Valdefuentes.

1. Casó con Mariana de Padilla y Mendoza.

## Nota
La hija del tercer marqués de la Piovera, Ana de Sande y Padilla, II marquesa de Valdefuentes y II condesa de la Mejorada, se intituló "IV marquesa de la Piovera", si bien este título ya había sido suprimido en la persona de su padre.